# Walter Barfuss
Walter Barfuss (Raubling, 4 febbraio 1955 – Raubling, 24 luglio 1999) è stato un bobbista tedesco.

## Biografia
Viene ricordato come vincitore di una medaglia di bronzo nella sua disciplina, ottenuta ai campionati mondiali del 1977 (edizione tenutasi a St. Moritz, Svizzera) insieme ai suoi connazionali Fritz Ohlwärter, Jakob Resch e Herbert Berg
Nell'edizione l'oro andò all'altra nazionale tedesca. Nel 1978 vinse un'altra medaglia di bronzo nel bob a due.